# Leone l'Africano
Giovanni Leone dei Medici (in latino medievale Joannes Leo de Medicis), principalmente conosciuto come Leone l'Africano, nato al-Ḥasan ibn Muḥammad al-Wazzan al-Fāṣī (in arabo حسن ابن محمد الوزان الفاسي‎?) (Granada, 1485 – dopo il 1554) è stato un geografo e viaggiatore berbero.
Deve il suo nome a papa Leone X, al secolo Giovanni dei Medici.

## Biografia
Nacque a Granada, all'epoca capitale del Sultanato di Granada, nel 1485 da una famiglia berbera; lasciò la città nel 1492, dopo che questa venne conquistata dalle truppe cristiane di Ferdinando II di Aragona, e si stabilì a Fez, in Marocco, dove studiò presso l'Università al-Qarawiyyin.
Entrò nella corte marocchina diventando, assieme allo zio, diplomatico per conto del sultano wattaside del Marocco Muhammad al-Burtuqali: la sua attività gli permise di viaggiare molto nel Nordafrica e nel Vicino Oriente. Nel 1510 partì assieme allo zio per una missione diplomatica arrivando fino alla città di Timbuctù, allora parte dell'Impero Songhai. Nel 1517, di ritorno da una missione diplomatica da Costantinopoli per conto del sultano del Marocco, sostò nel porto di Rosetta nonostante il Sultanato mamelucco fosse in stato di guerra con l'Impero ottomano. Proseguì il suo viaggio attraversando Il Cairo e Assuan, attraversando il Mar Rosso, arrivando in Arabia, dove probabilmente effettuò un pellegrinaggio a La Mecca. Infine giunse a Tunisi.
Nel 1518 fu catturato da corsari cristiani vicino all'isola di Creta. Fu portato a Roma e inizialmente imprigionato a Castel Sant'Angelo. Poco tempo dopo i suoi rapitori, impressionati dal suo sapere e dalla sua cultura, lo portarono al cospetto di papa Leone X. Fu battezzato nella basilica di San Pietro in Vaticano nel 1520. Probabilmente Leone l'Africano venne accolto alla corte papale perché il papa temeva che i saraceni potessero tornare in Sicilia e nell'Italia meridionale, quindi un collaboratore come Leone avrebbe potuto fornire informazioni utili sul Nordafrica.
Leone l'Africano partì da Roma e trascorse i successivi quattro anni viaggiando in Italia. Durante la sua permanenza a Bologna scrisse un vocabolario medico arabo-ebraico-latino, di cui solo la parte araba è sopravvissuta fino ad oggi. A Bologna scrisse anche un libro sulla grammatica araba, di cui solo otto pagine rimangono oggi. Rientrò a Roma nel 1526 sotto la protezione di papa Clemente VII.
Su incarico del papa scrisse il libro Cosmographia dell'Africa di cui esistono due versioni:
- in lingua italiana: Della descrittione dell'Africa et delle cose notabili che ivi sono (Venezia 1550);
- in lingua francese: Description de l'Afrique (Parigi 1556).

Il lavoro è stato pubblicato per la prima volta in italiano con il titolo Della descrittione dell'Africa et delle cose notabili che ivi sono, per Giovan Lioni Africano. Il libro fu estremamente popolare e venne ristampato cinque volte. È stato anche tradotto in altre lingue. Edizioni francesi e latine vennero pubblicate nel 1556, mentre una traduzione inglese fu pubblicata nel 1600 (A Geographical Historie of Africa).
L'opera di Leone l'Africano descrive in modo estremamente dettagliato il Nordafrica (in particolar modo il Maghreb). La Descrizione dell'Africa rimase per molti secoli l'opera principale su cui si basarono i geografi e gli esploratori europei interessati all'Africa.
Non si sa molto dei suoi ultimi anni di vita. Secondo una visione tradizionale Leone sarebbe ritornato in Africa non più tardi del 1529, dove si sarebbe riconvertito all'Islam. L'orientalista tedesco Dietrich Rauchenberger suppone che Leone avesse lasciato Roma nel 1530 perché dopo quella data non ci sono documenti che attestino la sua presenza in Italia. Secondo Angela Codazzi, Leone l'Africano era ancora in vita a Tunisi nel 1554, ma dopo questa data non esistono più informazioni su di lui.

## Letteratura
La vita di Leone l'Africano ha ispirato lo scrittore libanese Amin Maalouf che la descrive in un romanzo in forma autobiografica in cui mescola finzione e realtà, colmando i vuoti storici della vita dell'esploratore berbero e ponendolo al centro dei principali eventi del suo tempo.